# Mangwon-dong
Mangwon-dong (koreanska: 망원동) är en stadsdel i stadsdistriktet Mapo-gu i Sydkoreas huvudstad Seoul.

## Indelning
Administrativt är Mangwon-dong indelat i:
| Namn      | Namn               | Yta km² | Invånare 31 dec 2020 |
| --------- | ------------------ | ------- | -------------------- |
| 망원제1동 | Mangwon 1(il)-dong | 1,13    | 21 113               |
| 망원제2동 | Mangwon 2(i)-dong  | 0,67    | 19 216               |